# 北史
| 中國二十四史 | 中國二十四史   | 中國二十四史 | 中國二十四史 | 中國二十四史 |
| 次序         | 書名           | 作者         | 作者         |              |
| 次序         | 書名           | 姓名         | 時代         |              |
| ------------ | -------------- | ------------ | ------------ | ------------ |
| 1            | 史记           | 司馬遷       | 西漢         |              |
| 2            | 汉书           | 班固         | 東漢         |              |
| 3            | 后汉书         | 范曄         | 劉宋         |              |
| 4            | 三國志         | 陈寿         | 西晋         |              |
| 5            | 晋书           | 房玄龄等     | 唐           |              |
| 6            | 宋书           | 沈约         | 蕭梁         |              |
| 7            | 南齐书         | 萧子显       | 蕭梁         |              |
| 8            | 梁书           | 姚思廉       | 唐           |              |
| 9            | 陈书           | 姚思廉       | 唐           |              |
| 10           | 魏书           | 魏收         | 北齐         |              |
| 11           | 北齐书         | 李百药       | 唐           |              |
| 12           | 周书           | 令狐德棻等   | 唐           |              |
| 13           | 南史           | 李延寿       | 唐           |              |
| 14           | 北史           | 李延寿       | 唐           |              |
| 15           | 隋书           | 魏徵等       | 唐           |              |
| 16           | 旧唐书         | 刘昫等       | 后晋         |              |
| 17           | 新唐书         | 欧阳修等     | 北宋         |              |
| 18           | 旧五代史       | 薛居正等     | 北宋         |              |
| 19           | 新五代史       | 欧阳修       | 北宋         |              |
| 20           | 宋史           | 脱脱等       | 元           |              |
| 21           | 辽史           | 脱脱等       | 元           |              |
| 22           | 金史           | 脱脱等       | 元           |              |
| 23           | 元史           | 宋濂等       | 明           |              |
| 24           | 明史           | 张廷玉等     | 清           |              |
| 相關         | 東觀漢記       | 劉珍等       | 東漢         |              |
| 相關         | 新元史         | 柯劭忞       | 民國         |              |
| 相關         | 清史稿         | 趙爾巽等     | 民國         |              |
| 相關         | 點校本二十四史 | 顧頡剛等     | 共和國       |              |

《北史》，唐朝李延寿撰。纪传体，共100卷，含本纪十二卷，列传八十八卷，上起北魏登国元年（386），下迄隋义宁二年（618），记北朝北魏、西魏、东魏、北齐、北周及隋六代二百三十三年史事。《南史》與《北史》是唐初史学家李延寿的作品，《北史》主要在《魏》、《齊》、《周》、《隋》四書基礎上刪訂改編而成，並參考各種雜史，“鸠聚遗逸，以广异闻”，“除其冗长，捃其菁华”，體例完整，文字優美。他撰写这两部书是为了“追终先志”，继承父亲李大师（570－628）未完成的事业。北史的史料价值被远远低估，其准确性非常之高，如隋朝楊雄，北史与杨雄墓志作邘国公，隋书与资治通鉴作邗国公，北史与杨雄墓志正确。

## 撰述
李延寿在《北史·序传》中自述：“从此八代正史外，更勘杂史，于正史所无者一千余卷，皆以编入。”《北史》內容遠較《南史》佳，這是李大師、李延壽父子均為北方人，因此，對北朝的歷史、掌故、風俗、人情都較熟悉。王鸣盛说：“观《北史》高洋纪，其穷凶极恶，赖《北史》得著，此李延寿之功。”司馬光在給劉道原信中談到：“乃知李延壽之書，亦近世之佳史也。雖于祥詼嘲小事，無所不載，然敘事簡徑，比于南北正史，無煩冗蕪穢之辭。竊謂陳壽之後，惟延壽可以亞之也。”唐穆宗长庆三年（823），《南史》、《北史》被列为科考的项目之一。自有南北二史之後，《宋書》、《南齊書》、《魏書》、《梁書》、《陳書》、《北齊書》、《周書》、《隋書》被稱為八書，史稱「二史八書」。
《北史》也有缺點，如完全不載《魏书·李孝伯附李安世传》中关于“均田”的奏疏，南北交兵事，尤多删削。另外，南、北二史多記迷信異端，被指為“好述妖异、兆祥、谣谶，特为繁猥”。同時《北史》、《南史》內容亦有重複現象。朱熹說：“南北史除了通鑑所取者，其餘只是一部好笑底小說。”

## 内容

### 本紀
1. 魏本紀第一 - 太祖道武帝・太宗明元帝
2. 魏本紀第二 - 世祖太武帝・恭宗景穆帝・高宗文成帝・显祖献文帝
3. 魏本紀第三 - 高祖孝文帝
4. 魏本紀第四 - 世宗宣武帝・肅宗孝明帝
5. 魏本紀第五 - 敬宗孝庄帝・節閔帝・废帝・孝武帝・西魏文帝・西魏废帝・西魏恭帝・東魏孝静帝
6. 齐本紀上第六 - 高祖神武帝・世宗文襄帝
7. 齐本紀中第七 - 显祖文宣帝・废帝・孝昭帝
8. 齐本紀下第八 - 世祖武成帝・後主・幼主
9. 周本紀上第九 - 太祖文帝・孝閔帝・世宗明帝
10. 周本紀下第十 - 高祖武帝・宣帝・静帝
11. 隋本紀上第十一 - 高祖文帝
12. 隋本紀下第十二 - 煬帝・恭帝

### 列传
1. 列传第一 后妃上 - 魏神元皇后窦氏・文帝皇后封氏・桓皇后惟氏・平文皇后王氏・昭成皇后慕容氏・献明皇后贺氏・道武皇后慕容氏・道武宣穆皇后刘氏・明元昭哀皇后姚氏・明元密皇后杜氏・太武皇后赫连氏・太武敬哀皇后贺氏・景穆恭皇后郁久闾氏・文成文明皇后冯氏・文成元皇后李氏・献文思皇后李氏・孝文贞皇后林氏・孝文废皇后冯氏・孝文幽皇后冯氏・孝文文昭皇后高氏・宣武顺皇后于氏・宣武皇后高氏・宣武灵皇后胡氏・孝明皇后胡氏・孝武皇后高氏・文帝文皇后乙弗氏・文帝悼皇后郁久闾氏・废帝皇后宇文氏・恭帝皇后若干氏・孝静皇后高氏
2. 列传第二 后妃下 -  齐武明皇后娄氏・蠕蠕公主郁久闾氏・大尔朱氏・小尔朱氏・上党太妃韩氏・冯翊太妃郑氏・高阳太妃游氏・冯娘・李娘・文襄敬皇后元氏・琅邪公主・文宣皇后李氏・段昭仪・王嬪・薛嬪・孝昭皇后元氏・武成皇后胡氏・弘德李夫人・后主皇后斛律氏・后主皇后胡氏・后主皇后穆氏・冯淑妃・周文皇后元氏・文宣皇后叱奴氏・孝闵皇后元氏・明敬皇后独孤氏・武成皇后阿史那氏・武皇后李氏・宣皇后杨氏・宣皇后朱氏・宣皇后陈氏・宣皇后元氏・宣皇后尉迟氏・静皇后司马氏・隋文献皇后独孤氏・宣华夫人陈氏・容华夫人蔡氏・炀愍皇后萧氏
3. 列传第三 魏諸宗室 -
4. 列传第四 道武七王・明元六王・太武五王 - 清河王紹・陽平王熙・河南王曜・長乐王处文・广平王連・京兆王黎・乐平王丕・安定王彌・乐安王範・永昌王健・建寧王崇・新興王俊・晋王伏羅・東平王翰・臨淮王譚・广陽王建・南安王余
5. 列传第五 景穆十二王上 - 元新成・元子推・元小新成・元天賜・元万寿・元洛侯
6. 列传第六 景穆十二王下 - 元雲・元楨・元長寿・元太洛・元胡儿・元休
7. 列传第七 文成五王・献文六王・孝文六王 - 安乐王長乐・广川王略・齐郡王簡・河間王若・安丰王猛・咸陽王禧・趙郡王幹・广陵王羽・高陽王雍・北海王詳・彭城王勰・废太子恂・京兆王愉・清河王懌・广平王怀・汝南王悦
8. 列传第八 - 衛操・莫含・劉庫仁・尉古真・穆崇・奚斤・叔孫建・安同・庾業延・王建・羅結・楼伏連・閭大肥・奚牧・和跋・莫題・賀狄干・李栗・奚眷
9. 列传第九 - 燕鳳・許謙・崔宏・張袞・鄧彦海
10. 列传第十 - 長孫嵩・長孫道生・長孫肥
11. 列传第十一 -
12. 列传第十二 - 崔逞・王憲・封懿
13. 列传第十三 - 古弼・張黎・劉潔・丘堆・娥清・伊馛・乙瑰・周幾・豆代田・車伊洛・王洛儿・車路頭・盧魯元・陳建・来大干・宿石・万安国・周观・尉撥・陸真・呂洛拔・薛彪子・尉元・慕容白曜・和其奴・苟頽・宇文福
14. 列传第十四 - 宋隐・許彦・刁雍・辛紹先・韋閬・杜銓
15. 列传第十五 - 屈遵・張蒲・谷渾・公孫表・張济・李先・賈彝・竇瑾・李訢・韓延之・袁式・毛修之・唐和・寇讃・郦范・韓秀・堯暄・柳崇
16. 列传第十六 - 陸俟・源賀・劉尼・薛提
17. 列传第十七 - 司馬休之・司馬楚之・劉昶・蕭宝寅・蕭正表・蕭祗・蕭退・蕭泰・蕭撝・蕭圆肅・蕭大圜
18. 列传第十八 - 盧玄・盧柔・盧观・盧同・盧誕
19. 列传第十九 - 高允・高祐・盧曹
20. 列传第二十 - 崔鑑・崔辯・崔挺
21. 列传第二十一 - 李灵・李順・李孝伯・李裔・李義深
22. 列传第二十二 - 游雅・高閭・趙逸・胡叟・胡方回・張湛・段承根・闞駰・劉延明・趙柔・索敞・宋繇・江式
23. 列传第二十三 - 王慧龍・鄭羲
24. 列传第二十四 - 薛辯・薛寘・薛憕
25. 列传第二十五 - 韓茂・皮豹子・封敕文・呂羅漢・孔伯恭・田益宗・孟表・奚康生・楊大眼・崔延伯・李叔仁
26. 列传第二十六 - 裴駿・裴延儁・裴佗・裴果・裴宽・裴侠・裴文举・裴仁基
27. 列传第二十七 - 薛安都・劉休賓・房法寿・畢衆敬・羊祉
28. 列传第二十八 - 韓麒麟・程駿・李彪・高道悦・甄琛・張纂・高聪
29. 列传第二十九 - 楊播・楊敷
30. 列传第三十 - 王肅・劉芳・常爽
31. 列传第三十一 - 郭祚・張彝・邢巒・李崇
32. 列传第三十二 - 崔光・崔亮
33. 列传第三十三 - 裴叔業・夏侯道遷・李元護・席法友・王世弼・江悦之・淳于誕・沈文秀・張讜・李苗・劉藻・傅永・傅竪眼・張烈・李叔彪・路恃慶・房亮・曹世表・潘永基・朱元旭
34. 列传第三十四 - 孫紹・張普惠・成淹・范紹・劉桃符・鹿悆・張燿・劉道斌・董紹・馮元興
35. 列传第三十五 - 袁翻・陽尼・賈思伯・祖瑩
36. 列传第三十六 - 爾朱荣
37. 列传第三十七 - 朱瑞・叱列延慶・斛斯椿・賈显度・樊子鵠・侯深・賀拔允・侯莫陳悦・念賢・梁览・雷紹・毛遐・乙弗朗
38. 列传第三十八 - 辛雄・楊機・高道穆・綦儁・山偉・宇文忠之・費穆・孟威
39. 列传第三十九 齐宗室諸王上 - 趙郡王琛・清河王岳・广平公盛・陽州公永乐・襄乐王显国・上洛王思宗・平秦王归彦・長乐太守灵山
40. 列传第四十 齐宗室諸王下 - 河南王孝瑜・广寧王孝珩・河間王孝琬・蘭陵王長恭・安德王延宗・漁陽王紹信・太原王紹德・范陽王紹義・西河王紹仁・隴西王紹廉・乐陵王百年・汝南王彦理・南陽王綽・琅邪王儼・齐安王廓・東平王恪
41. 列传第四十一 - 万俟普・可朱渾元・劉丰・破六韓常・金祚・劉貴・蔡儁・韓賢・尉長命・王怀・任祥・莫多婁貸文・厙狄迴洛・厙狄盛・張保洛・侯莫陳相・薛孤延・斛律羌举・張瓊・宋显・王則・慕容紹宗・叱列平・步大汗薩・薛修義・慕容儼・潘乐・彭乐・暴显・皮景和・綦連猛・元景安・独孤永業・鮮于世荣・傅伏
42. 列传第四十二 - 孫騰・高隆之・司馬子如・竇泰・尉景・婁昭・厙狄干・韓軌・段荣・斛律金
43. 列传第四十三 - 孫搴・陳元康・杜弼・房謨・張纂・張亮・張曜・王峻・王紘・敬显儁・平鑑・唐邕・白建・元文遙・趙彦深・赫連子悦・馮子琮・郎基
44. 列传第四十四 - 魏收・魏長賢・魏季景・魏蘭根
45. 列传第四十五 周宗室 - 邵惠公顥・杞簡公連・莒庄公洛生・虞国公仲・广川公測・東平公神举
46. 列传第四十六 周室諸王 - 宋献公震・衛剌王直・齐煬王憲・趙僭王招・譙孝王俭・陳惑王純・越野王盛・代奰王達・冀康公通・滕聞王逌・紀厲王康・畢剌王賢・酆王貞・漢王賛・萊王衎
47. 列传第四十七 - 寇洛・趙貴・李賢・梁禦
48. 列传第四十八 - 李弼・宇文貴・侯莫陳崇・王雄
49. 列传第四十九 - 王盟・独孤信・竇熾・賀蘭祥・叱列伏龟・閻慶・史寧・权景宣
50. 列传第五十 - 王羆・王思政・尉迟迥・王軌
51. 列传第五十一 - 周惠達・馮景・蘇綽
52. 列传第五十二 - 韋孝宽・韋瑱・柳虯
53. 列传第五十三 - 達奚武・若干惠・怡峰・劉亮・王德・赫連達・韓果・蔡祐・常善・辛威・厙狄昌・梁椿・梁台・田弘
54. 列传第五十四 - 王傑・王勇・宇文虯・耿豪・高琳・李和・伊婁穆・達奚寔・劉雄・侯植・李延孫・韦法保・陳欣・魏玄・泉仚・李遷哲・楊乾運・扶猛・陽雄・席固・任果
55. 列传第五十五 - 崔彦穆・楊纂・段永・令狐整・唐永・柳敏・王士良
56. 列传第五十六 - 豆盧寧・楊紹・王雅・韓雄・賀若敦
57. 列传第五十七 - 申徽・陸通・厙狄峙・楊荐・王慶・趙剛・趙昶・王悦・趙文表・元定・楊檦
58. 列传第五十八 - 韓褒・趙肅・張軌・李彦・郭彦・梁昕・皇甫璠・辛慶之・王子直・杜杲・呂思礼・徐招・檀翥・孟信・宗懍・劉璠・柳遐
59. 列传第五十九 隋宗室諸王 - 蔡景王整・滕穆王瓚・道宣王嵩・衛昭王爽・河間王弘・義城公处綱・離石太守子崇・房陵王勇・秦王俊・庶人秀・庶人諒・元德太子昭・齐王暕・趙王杲
60. 列传第六十 - 高熲・牛弘・李德林
61. 列传第六十一 - 梁士彦・元諧・虞慶則・元胄・達奚長儒・賀婁子幹・史萬歲・劉方・杜彦・周搖・独孤楷・乞伏慧・張威・和洪・陰寿・楊義臣
62. 列传第六十二 - 劉昉・柳裘・皇甫績・郭衍・張衡・楊汪・裴蘊・袁充・李雄
63. 列传第六十三 - 趙煚・趙芬・王韶・元岩・宇文恺・伊婁謙・李圆通・郭荣・龐晃・李安・楊尚希・張煚・蘇孝慈・元寿
64. 列传第六十四 - 段文振・来護儿・樊子蓋・周羅睺・周法尚・衛玄・劉权・李景・薛世雄
65. 列传第六十五 - 裴政・李諤・鮑宏・高構・荣毗・陸知命・梁毗・柳彧・趙綽・杜整
66. 列传第六十六 - 張定和・張奫・麦铁杖・权武・王仁恭・吐万緒・董純・魚俱羅・王辯・陳稜・趙才
67. 列传第六十七 - 宇文述・王世充
68. 列传第六十八 外戚 -
69. 列传第六十九 儒林上 -
70. 列传第七十 儒林下 -
71. 列传第七十一 文苑 - 温子昇・荀济・祖鴻勋・李广・樊遜・荀士遜・王褒・庾信・顔之推・虞世基・柳䛒・許善心・李文博・明克讓・劉臻・諸葛潁・王貞・虞綽・王胄・庾自直・潘徽
72. 列传第七十二 孝行 -
73. 列传第七十三 節義 -
74. 列传第七十四 循吏 -
75. 列传第七十五 酷吏 - 于洛侯・胡泥・李洪之子李神・张赦提・赵霸・崔暹・邸珍・田式・燕荣・元弘嗣・王文同
76. 列传第七十六 隐逸 -  眭夸・冯亮・郑修・崔廓子崔赜・徐则・张文诩
77. 列传第七十七 艺術上 - 晁崇・张深・殷绍・王早・耿玄・刘灵助・沙门灵远・李顺兴・檀特师・由吾道荣・张远游・颜恶头・王春・信都芳・宋景业・许遵・麹绍・吳遵世・赵辅和・皇甫玉・解法选・魏宁・綦母怀文・张子信・陆法和・蒋升・强练・庾季才子庾质・卢太翼・耿询・来和・萧吉・杨伯丑・临孝恭・刘祐・张胄玄
78. 列传第七十八 艺術下 - 周澹・李修・徐謇从孙徐之才・王显・马嗣明・姚僧垣・褚该・许智藏・万宝常・蒋少游・何稠
79. 列传第七十九 列女 - 魏崔览妻封氏・封卓妻刘氏・魏溥妻房氏・胡长命妻张氏・平原女子孙氏・房爱亲妻崔氏・泾州贞女兒氏・姚氏妇杨氏・张洪祁妻刘氏・董景起妻张氏・阳尼妻高氏・史映周妻耿氏・任城国太妃孟氏・苟金龙妻刘氏・贞孝女宗・河东姚氏女・刁思遵妻鲁氏・西魏孙道温妻赵氏・孙神妻陈氏・隋兰陵公主・南阳公主・襄城王恪妃・华阳王楷妃・谯国夫人洗氏・郑善果母崔氏・孝女王舜・韩觊妻于氏・陆让母冯氏・刘昶女・钟士雄母蒋氏・孝妇覃氏・元务光母卢氏・裴伦妻柳氏・赵元楷妻崔氏
80. 列传第八十 恩幸・-王睿・王仲兴・寇猛・赵修・茹皓・赵邕・侯刚・徐纥・宗爱・仇洛齐・段霸・王琚・赵默・孙小・张宗之・剧鹏・张祐・抱嶷・王遇・苻承祖・王质・李坚・秦松・白整・刘腾・贾粲・杨范・成轨・王温・孟栾・平季・封津・刘思逸・张景嵩・毛暢・郭秀・和士开・穆提婆・高阿那肱・韩凤・齐诸宦者
81. 列传第八十一 僭偽附庸 - 夏・燕・後秦・北燕・西秦・北涼・後梁
82. 列传第八十二 - 高麗・百济・新羅・勿吉・奚・契丹・室韋・豆莫婁・地豆干・烏洛侯・流求・倭
83. 列传第八十三 - 蛮・獠・林邑・赤土・真臘・婆利
84. 列传第八十四 - 氐・吐谷渾・宕昌・鄧至・党項・附国・稽胡
85. 列传第八十五 西域 - 鄯善・于闐・高昌・焉耆・龟茲・烏孫・疏勒・悦般・破洛那・粟特・波斯・大月氏・安息・条支・大秦
86. 列传第八十六 - 蠕蠕・匈奴宇文莫槐・徒何段就六眷・高車
87. 列传第八十七 - 突厥・铁勒
88. 列传第八十八 序传 - 涼武昭王李暠